# Furth im Wald
Furth im Wald é uma cidade da Alemanha localizado no distrito de Cham, região administrativa de Oberpfalz, estado de Baviera.